# 73 Cows
73 Cows es un cortometraje documental de 2018 sobre Jay y Katja Wilde, granjeros de Inglaterra que donaron su rebaño de vacas de carne al Santuario Animal de Hillside y se dedicaron a la agricultura orgánica vegana.  Fue dirigido y producido por Alex Lockwood. En 2019, ganó el premio BAFTA al mejor cortometraje en la 72.ª edición de los Premios de la Academia Británica de Cine. 

## Antecedentes, producción y lanzamiento
Jay Wilde creció en torno a la cría de ganado, aunque tuvo reservas sobre la ética de la cría de vacas para la alimentación. Cuando heredó la granja Bradley Nook de 173 acres de su padre en 2011, pasó de la cría de ganado lechero a la producción de carne de vacuno orgánica, creyendo que esto era menos perjudicial para las vacas. En el verano de 2017, después de reunirse con la Sociedad Vegana, él y su esposa Katja donaron la mayor parte de su rebaño al Santuario Animal de Hillside y se dedicaron a la agricultura orgánica vegana, con planes para desarrollar una serie de negocios relacionados, como un restaurante, una escuela de cocina y una tienda; los animales restantes del rebaño se quedaron en Bradley Nook como "mascotas".
Alex Lockwood fue introducido en la historia de los Wildes por su esposa. Inicialmente asumió que alguien ya estaría haciendo un documental sobre los Wildes, por lo que no se puso en contacto con ellos durante algún tiempo. Cuando finalmente se puso en contacto con ellos, se emocionó cuando le dijeron que podía contar su historia. Los Wildes se sorprendieron cuando Lockwood les llamó, ya que la publicidad inicial sobre el hecho de que las vacas iban a Hillside ya había desaparecido. Lockwood conoció a los Wildes mucho antes de empezar a filmar, y, aunque tenía una visión clara de los puntos de la trama de la película, esta cambió mucho a través del proceso de producción.
73 Cows fue producida por Lockwood Film. Fue dirigida, producida y editada por Alex Lockwood, con la cinematografía de Oliver Walton y el sonido de John Roddy. La asistencia en la producción fue proporcionada por Nishat Raman, y el diseño del título por Ana Orio. Lockwood dijo que el equipo de producción "comenzó sin presupuesto y con un equipo de sólo cuatro personas". El único dinero que se gastó, dijo Lockwood, "fue len la gasolina para dos coches que hicieron seis viajes de 90 minutos cada uno".
73 Cows fue filmada principalmente con cámaras Canon EOS C500 y Canon EOS-1D C y con un micrófono AKG Blue Line utilizado para la captura de sonido. El equipo produjo dos horas de película de Jay, y filmó a Kajta durante una sola hora. Una única toma de las vacas corriendo a través de un campo en Hillside fue filmada con un dron. Se utiliza la cámara lenta durante toda la película. A los ojos de un crítico, esto evoca la simplicidad de la vida agrícola y coincide con "la naturaleza melancólica y la voz suave de Jay".
La película se estrenó el 30 de septiembre de 2018 en el Festival de Cine Raindance en Londres antes de ser subida a Internet el 5 de octubre. Jay no vio un resumen en línea de la película, viéndola por primera vez en Raindance. Después de producir la película, Lockwood cambió de una dieta vegetariana a una vegana. Dijo que esto "fue sorprendentemente fácil de hacer, y este es el primer invierno en unos ocho años que no he tenido una tos persistente". Además del mensaje vegetariano de la película, Lockwood asocia también el tema de la salud mental: "Jay pasó su vida haciendo algo que odiaba y de lo que no veía salida. Esto lo llevó a la depresión, sin embargo, se las arregló para superarla. Espero que la gente que vea 72 Cows comprenda que tiene el poder de hacer un cambio positivo en sus propias vidas.

## Sinopsis
La película se desarrolla a través de entrevistas con Jay y Katja Wilde de Bradley Nook Farm, Ashbourne, Derbyshire, junto con imágenes de ellos, su granja y sus vacas. Presentan su relación con la granja: Jay la heredó de su padre, pero llegó a ver a las vacas como individuos con sentimientos y personalidades. Esto le hizo sentirse incómodo al criarlas para la alimentación. Katja vino al Reino Unido en una misión educativa de dos meses, y vivió y trabajó en Bradley Nook. Jay le contó su inquietud por la cría de ganado y la invitó a vivir con él. Luego planeó cambiar la granja para que las vacas no fueran sacrificadas. 
Jay habla de sus sentimientos sobre llevar las vacas al matadero, y su sensación de que las estaba traicionando. Katja explica que, durante una década después de su llegada, las vacas siguieron siendo sacrificadas, pero que esto tenía un impacto muy negativo en Jay. Katja siente que ella era tenía el corazón más duro que Jay, pero que también sentía que lo que estaban haciendo era horrible. Vender la granja y los campos era una solución obvia, pero no era lo que querían hacer. 
Jay explica que primero instalaron paneles solares, y luego solicitaron sin éxito el permiso de planificación para una turbina de viento. Luego exploraron la agricultura orgánica vegana. Katja habla de la excitación y las dificultades que suponía la perspectiva de cambiar a la agricultura orgánica vegana; esto era, en última instancia, viable. Jay expresa su deseo mantener la granja, y luego el desafío de lo que haría con las vacas restantes. Enviarlas al matadero, pensó que sería un mal comienzo para la agricultura vegana, por lo que buscaron espacio para ellas en los santuarios de animales. Katja explica la presión que sufrieron al ver cómo se perderían entre 40.000 y 50.000 libras enviando el ganado a un santuario en lugar de al matadero. El proceso de encontrar un santuario para las vacas fue largo y estresante, pero el Santuario Animal de Hillside, en Norfolk, aceptó tomar todo el rebaño. Esto fue, para Jay, un resultado ideal. Después de que el ganado fuese trasladado a Hillside, Katja y Jay comenzaron a recibir cartas de elogio y apoyo. Katja explica que enviar el ganado a Hillside cambió a Jay. 
Jay y Katja visitan Hillside, y Jay dice que las vacas ya no son suyas. Habla de su alivio al no estar ya dedicado a la cría de ganado, y de cómo las vacas pueden vivir sus vidas pacíficamente. 

## Recepción
73 Cows recibió una crítica muy positiva de Jason Sondhi de Short of the Week. Sondhi dijo que la película era "un retrato de coraje", elogiando la película por tener "todo lo que se desea idealmente en un corto documental: provoca emociones convincentes y está llena de hermosas imágenes cinematográficas". El tono y el ritmo de la pieza, dijo, "contribuyen a una melancólica sensación de inquietud espiritual." Su única crítica fue que se podían eliminar algunas repeticiones. Mientras tanto, Catherine Shoard y Andrew Pulver, escribiendo en The Guardian, dijeron que 73 Cows era  "una pequeña y encantadora película".

### Premios y nominaciones
En el Festival Internacional de Cine Vegano de Ottawa de 2018, 73 Cows fue premiada como mejor película general y mejor película de estilo de vida. También fue nominada a mejor película local en el Festival de Cine de Birmingham de 2018. Ganó el premio BAFTA al mejor cortometraje británico en la 72.ª edición de los Premios de la Academia Británica de Cine en febrero de 2019.

## Otras lecturas
- «Bafta win for farmer who gave away herd». BBC. 11 de febrero de 2019. Consultado el 12 de febrero de 2019.
- «Film about beef farmer who gave up '73 cows' in line for Bafta Award» (YouTube video). ITV News. 8 de febrero de 2019. Consultado el 10 de febrero de 2019.
- «Vegetarian farmer who gave away herd hopes for Bafta success». BBC. 9 de febrero de 2019. Consultado el 10 de febrero de 2019.
- Littlejohn, Georgina (9 de febrero de 2019). «Bafta 2019: Film about cattle farmer who freed his cows and turned vegan nominated». i. Consultado el 10 de febrero de 2019.